# Habrotrocha komareki
Habrotrocha komareki är en hjuldjursart som beskrevs av Bartoš 1944. Habrotrocha komareki ingår i släktet Habrotrocha och familjen Habrotrochidae. Inga underarter finns listade i Catalogue of Life.